# Оптическая ось кристалла
Оптическая ось кристалла — выделенное направление в кристалле. Чаще всего данный термин употребляется в связи с двулучепреломлением. Из-за особенностей внутренней структуры кристалла (специфической структуры кристаллической решётки, формы атомов или молекул его составляющих) свет распространяется вдоль оптической оси иначе чем в других направлениях. Так если свет будет распространяться вдоль оптической оси одноосного кристалла (например, кальцит, кварц), то ничего необычного не произойдёт. Однако если луч света будет не параллелен оптической оси, то, при прохождении через кристалл он расщепится на два: обыкновенный и необыкновенный, которые будут взаимно перпендикулярно поляризованы.
Показатель преломления обыкновенного луча постоянен для любого направления в кристалле, а необыкновенного луча переменный и зависит от направления. В одноосном кристалле для направления, параллельного оптической оси, их показатели преломления равны.